# Scaphiopodidae
Scaphiopodidae – rodzina płazów z rzędu płazów bezogonowych (Anura).

## Zasięg występowania
Rodzina obejmuje gatunki występujące współcześnie od południowej Kanady, Stanów Zjednoczonych na południe do umiarkowanego południowego Meksyku; wymarły przedstawiciel rodziny, paleoceński Prospea holoserisca, jest znany ze skamieniałości odkrytych na obszarze Mongolii. 

## Morfologia i ekologia
Ich ciało przystosowało się kształtem do rycia w glebie. Ich zaokrąglony tułów podpierają krótkie łapy. Oczy są wystające. Płazy te potrafią kopać w ziemi do tyłu. Poza tym prowadzą lądowy tryb życia, zakamuflowane dzięki stonowanemu szaremu lub brązowemu czy zielonkawemu ubarwieniu.

## Systematyka

### Taksonomia
W przeszłości zaliczano je do rodziny Pelobatidae, z których je wyłączono, pozostawiając tam jedynie rodzaj Pelobates.

### Podział systematyczny
Do rodziny należą następujące występujące współcześnie rodzaje:
- Scaphiopus Holbrook, 1836
- Spea Cope, 1866

oraz rodzaj wymarły: 
- Prospea Chen, Bever, Yi & Norell, 2016 – jedynym przedstawicielem był Prospea holoserisca Chen, Bever, Yi & Norell, 2016